# Daramulunia
Genre
Daramulunia est un genre d'araignées aranéomorphes de la famille des Uloboridae.

## Distribution
Les espèces de ce genre se rencontrent en Océanie.

## Liste des espèces
Selon World Spider Catalog (version 16.0, 17/02/2015) :
- Daramulunia gibbosa (L. Koch, 1872)
- Daramulunia tenella (L. Koch, 1872)

## Publication originale
- Lehtinen, 1967 : Classification of the cribellate spiders and some allied families, with notes on the evolution of the suborder Araneomorpha. Annales Zoologici Fennici, vol. 4, p. 199-468.